# Сенкевич, Мечеслав Иванович
Мечесла́в Ива́нович Сенке́вич (4 июля 1937 — 7 ноября 2014) — советский и российский дипломат. Чрезвычайный и полномочный посол (3 июля 1991), кандидат экономических наук.

## Биография
Родился 4 июля 1937 года в деревне Кимели Лидского повята Новогрудского воеводства (теперь Белоруссия, Гродненская область, Вороновский район). Был призван в Пограничные войска КГБ СССР и проходил службу на Кавказе. После службы в рядах Советской Армии работал инструктором Вороновского районного комитета Компартии Белоруссии. С 1961 по 1965 год являлся слушателем Высшей партийной школы при ЦК Компартии Белоруссии. В 1965—1968 годах — аспирант Белорусского политехнического института. В 1967 году окончил БСА.
В 1968—1974 годах работал лектором и старшим преподавателем в партийных органах Белоруссии, был преподавателем Белорусского государственного университета. В 1974 году поступил в Дипломатическую академию СССР, которую успешно закончил в 1977 году.
В 1978 году направлен на дипломатическую работу в Польскую Народную Республику секретарём посольства СССР. С 1979 по 1991 год работал советником-посланником Посольства СССР в Польше. 
В 1992—1997 годах — чрезвычайный и полномочный посол Российской Федерации в Республике Таджикистан, где представлял интересы России в Таджикистане во время фактически ведущейся гражданской войны в этой стране, регулярных нападений бандформирований с территории Афганистана и Таджикистана на подразделения и пограничные заставы российской 201 мотострелковой дивизии.
В 1992—1997 годах был членом Военного совета Федеральной пограничной службы Российской Федерации. 
С 1997 по 1998 год работал послом Российской Федерации в Республике Хорватия, в том числе осуществлял координацию действий российских миротворческих сил (введённых в страну после распада Югославии и войны Хорватии за независимость).
Похоронен на Троекуровском кладбище.

## Семья
Был женат на Александре Федоровне Бельчевой, имел дочь.

## Награды
- Орден Мужества (21 июня 1996) — за заслуги перед государством, большой вклад в проведение внешнеполитического курса и обеспечение национальных интересов России, мужество и самоотверженность, проявленные при исполнении служебного долга[2].
- Орден Дружбы народов (23 ноября 1993) — За заслуги в урегулировании региональных конфликтов, мужество и самоотверженность, проявленные при исполнении служебных обязанностей в условиях, сопряженных с риском для жизни[3].
- Орден Дружбы народов (1 октября 1982)
- Орден «Знак Почёта» (3 июля 1987)
- Медаль «За укрепление боевого содружества»
- Орден Князя Бранимира с шейной лентой (Хорватия)
- Медаль «За заслуги в укреплении польско-советской дружбы» (Общество польско-советской дружбы, Польша)
- Медаль «За братскую помощь» (Польша)
- Медаль «Воину-интернационалисту от благодарного афганского народа» (Афганистан)
- Юбилейные медали.